# Siegel Maines
Das Siegel des US-Bundesstaates Maine wurde im Juni 1820 eingeführt.

## Geschichte
Über die Zeit wurden verschiedene Details des Siegels verändert, aber das Gesamtdesign und die verwendeten Bilder entsprechen denen des Originals. Im Jahr 1919 beschloss die Legislative von Maine, dass keine weiteren Änderungen am Siegel mehr vorgenommen werden sollten. So ist das damals festgelegte Design heute noch in Gebrauch.

## Gestaltung

Flagge Maines

Das Siegel findet sich in gleicher Form im Zentrum der Flagge Maines.
Das Zentrum des Siegels ist ein Schild, welcher die Darstellung eines Elchs abbildet, der vor einer Kiefer ruht. Das Ganze auf einem Feld, das von Wasser und Wald begrenzt wird. Links vom Schild ist ein Farmer abgebildet, der sich auf seine Sense stützt, auf der anderen Seite ein Seemann, der sich an einen Anker lehnt.
Über dem Schild ist ein rotes Banner mit dem lateinischen Motto "Dirigo" ("Ich führe") in weißer Schrift, darüber eine stilisierte Darstellung des Nordsterns.
Unterhalb des Schilds befindet sich ein blaues Banner mit der Aufschrift "Maine".